# Indeks digitalnog gospodarstva i društva (DESI)
Indeks digitalnog gospodarstva i društva (engleski: The Digital Economy and Society Index, DESI) indeks je koji prati sveukupne europske digitalne performanse i prati napredak zemalja Europske unije u pogledu njihove digitalne konkurentnosti. Prati performanse država članica u digitalnom povezivanju, digitalnim vještinama, mrežnim aktivnostima i digitalnim javnim uslugama.

## Rangiranje 2019. godine
| Položaj | Država                 |
| ------- | ---------------------- |
| 1.      | Finska                 |
| 2.      | Švedska                |
| 3.      | Nizozemska             |
| 4.      | Danska                 |
| 5.      | Ujedinjeno Kraljevstvo |
| 6.      | Luksemburg             |
| 7.      | Republika Irska        |
| 8.      | Estonija               |
| 9.      | Belgija                |
| 10.     | Malta                  |
| 11.     | Španija                |
| 12.     | Njemačka               |
| 13.     | Austrija               |
| 14.     | Litva                  |
| 15.     | Francuska              |
| 16.     | Slovenija              |
| 17.     | Letonija               |
| 18.     | Češka Republika        |
| 19.     | Portugal               |
| 20.     | Mađarska               |
| 21.     | Slovačka               |
| 22.     | Cipar                  |
| 23.     | Hrvatska               |
| 24.     | Italija                |
| 25.     | Poljska                |
| 26.     | Grčka                  |
| 27.     | Rumunjska              |
| 28.     | Bugarska               |